# Usted y yo
Usted y Yo es el séptimo álbum de la cantautora mexicana Lolita de la Colina grabado en España y publicado en el año 1982. Fue lanzado al mercado bajo el sello discográfico GAMMA. Los arreglos estuvieron a cargo del productor italiano Rafael Trabucchelli.

## Lista de canciones
| Usted y Yo |                              |                     |          |  |
| N.º        | Título                       | Escritor(es)        | Duración |  |
| 1.         | «Usted y Yo»                 | Lolita de la Colina | 3:52     |  |
| 2.         | «La Única Mujer»             | Lolita de la Colina | 3:25     |  |
| 3.         | «Gracias Amante Nuevo»       | Lolita de la Colina | 3:24     |  |
| 4.         | «Suma o Resta»               | Lolita de la Colina | 3:00     |  |
| 5.         | «Hazme El Amor»              | Lolita de la Colina | 3:07     |  |
| 6.         | «Mentiras»                   | Lolita de la Colina | 4:10     |  |
| 7.         | «Amor de Hoy»                | Lolita de la Colina | 3:25     |  |
| 8.         | «Por Ser Mujer»              | Lolita de la Colina | 2:54     |  |
| 9.         | «Gracias»                    | Lolita de la Colina | 2:56     |  |
| 10.        | «Como Regalo de Aniversario» | Lolita de la Colina | 2:40     |  |